# Gaby Baginsky
Gaby Baginsky (Salzbergen, 21 februari 1954) is een Duitse schlagerzangeres.

## Carrière
Gaby Baginsky ging na haar schoolafsluiting muziek studeren en nam onderricht in choreografie en spreekoefeningen. In 1970 kwam haar eerste single uit. In 1975 kwam haar doorbraak met het nummer Häng die Gitarre nicht an den Nagel, waarna meerdere hits elkaar opvolgden. Dankzij radio- en tv-optredens werd ze de succesvolste vertolkster van de jaren 1970. In het begin van de jaren 1980 werd het iets rustiger rondom haar persoon, totdat ze in 1993 een comeback maakte. In 1982 nam ze deel aan de Duitse voorronde voor het Eurovisiesongfestival met het nummer So wie Du bist (9e plaats) uit 12 deelnemers. In 1994 nam ze deel aan de Deutsche Schlager-Festspiele met het nummer Verzeih mein Freund (7e plaats). Haar grootste succes noteerde ze bij de Schlager-Festspiele 1998 met het nummer Männer versteh'n nur was sie woll'n, goed voor een eerste prijs, de Goldene Muse. Nadien had ze talrijke optredens, waaronder in de ZDF-Hitparade, de Schlagerparade bij de Südwestrundfunk en de Goldene Eins bij de tv-zender ARD. In september 2010 was ze kandidate bij de RTL-spelshow 101 Wege aus der härtesten Show der Welt.

## Privéleven
Gaby Baginsky woonde voor een lange periode in Rheine en nu woont ze in Bad Bentheim.

## Discografie

### Albums
- 1977: Diebe kommen am Abend
- 1980: Gaby Baginsky
- 1987: Ich muß singen
- 1988: Stimmung ist Trumpf
- 1990: Wahnsinnsgefühl
- 1994: Wer hat Dir das Küssen beigebracht
- 1995: Ich liebe das Leben
- 1996: Typisch… Gaby Baginsky
- 1996: Lieder für Dich
- 1998: Viel Gefühl
- 1999: Mehr von mir
- 1999: Ich habe das Christkind geseh’n
- 2001: Tagträume
- 2002: Gaby Goes Country
- 2003: Echte Wunder
- 2004: So ist das Leben
- 2005: Auf Wolken schweben
- 2007: Zusammen jung geblieben
- 2008: Lust am Leben
- 2010: Ich will kein Engel sein
- 2012: Sonne in der Nacht
- 2014: Ich würd das alles wieder tun
- 2015: Auf den Punkt

### Singles
- 1972: Pasadena 44008 / Discjockey Napolitano
- 1972: Von Calais nach Dover / Ein junger Mann geht durch meine Träume
- 1973: Gelber Bumerang (Yellow Boomerang) / Coconut Beach
- 1974: Häng’ die Gitarre nicht an den Nagel / Ein schöner Traum ist wie eine Taube
- 1975: Drei Tage Paris / Er hat heut’ Geburtstag
- 1976: Diebe kommen am Abend / Der Plattenschrank von Großpapa
- 1979: Der Rum von Barbados / Männer gibt's, die gibt's gar nicht
- 1980: Du hast ein Haus, aber kein zuhause / Gangster
- 1980: Er wär so gern ein Easy Rider / Gerade dann

### Maxi-cd's
- 2001: Heute, morgen, immer und ewig
- 2002: Ich bin kein Typ für eine Nacht
- 2002: Baila baila Tanz heut Nacht
- 2002: So wie mich deine Hand berührt
- 2003: Mit 50 ist das Leben eben lang noch nicht vorbei
- 2003: So ein Gefühl
- 2003: Frag doch den Sommerwind
- 2003: Ein kleines Dankeschön an meine Eltern
- 2004: Es ist schön mit dir zu leben
- 2004: Die 30er stehn mitten im Leben
- 2004: Man kann nicht immer nur gewinnen
- 2004: So ist das Leben
- 2004: Wenn du heute von mir gehst
- 2005: Heute Abend gehn wir aus
- 2006: Er liebt es so sich zu bewegen
- 2006: Ich fang die Sonne ein
- 2007: Der neue Tag
- 2007: Wir sind zusammen jung geblieben
- 2009: Komm und tanz mit mir (met Eike Immel)

### Downloadsingles
- 2012: Sonne in der Nacht
- 2012: Du siehst so gut aus
- 2013: Komm und tanz noch einmal mit mir
- 2013: In meinem Himmel steht ein Schloss für dich
- 2014: Ich hätte nicht nein gesagt
- 2015: Wer die Augen schließt (wird nie die Wahrheit seh’n) 2015 (als deel van Mut zur Menschlichkeit)
- 2021: Als ich mich selbst zu lieben begann
- 2023: Älter werden können wir später
- 2023: Damit musst du im Leben halt leben

- Gemeinsame Normdatei: 134319656
- International Standard Name Identifier: 0000 0000 5598 8467
- MusicBrainz: 3df91417-6538-4096-a96c-cac8e877930f
- Virtual International Authority File: 79575751
- WorldCat: E39PBJkD7PWW4JY7Fdgb8YxMT3